# Wiener Punch-Lieder
Wiener Punch-Lieder, op. 131, är en vals av Johann Strauss den yngre. Den spelades första gången den 7 februari 1853 i Wien.

## Historia
Johann Strauss den yngre kombinerade ett till synes oändligt flöde av musikaliska idéer med en avundsvärd orkestreringsförmåga. I sin familjebiografi "Erinnering" (1906) skrev brodern Eduard Strauss: "Han [Johann] var den snabbaste i instrumentering. Exempelvis till en välgörenhetskonsert planerad till karnevalsmåndagen [7 februari 1853] i Zum Sperl behövde han endast två dagar till att orkestrera en vals, komplett med inledning och coda. Valsen 'Punschlieder' var tillägnad Moritz Gottlieb Saphir, utgivaren av tidskriften 'Der Humorist'. Arbetstiden var endast fyra timmar första dagen och fem timmar andra dagen. Utan tvekan en remarkabel mental och fysisk prestation, med tanke på att valsen då bestod av fem avdelningar (varje hade två delar) och en lång coda".
Saphirs tidskrift Der Humorist publicerades emellanåt med bilagan Wiener Punsch. När valsen gavs ut ändrade Strauss förläggare Carl Haslinger titeln på valsen så den skulle syfta på den brittiska satirtidskriften Punch, som då var mycket populär i Wien. Även på klaverutdragets framsida återfinns tidskriftens anarkistiska handdocka Mr. Punch.

## Om valsen
Speltiden är ca 8 minuter och 2 sekunder plus minus några sekunder beroende på dirigentens musikaliska tolkning.

## Weblänkar
- Wiener Punch-Lieder i Naxos-utgåvan.